# Myštice
Myštice (německy Mischtitz) jsou obec v okrese Strakonice v Jihočeském kraji, asi 7 km severovýchodně od Blatné. Žije zde 272 obyvatel.
Západně od obce se nachází rybník Labuť.

## Historie
První písemná zmínka o obci pochází z roku 1348. Nejstarší obcí jsou však Výšice, které náležely Břevnovskému klášteru. První písemná zmínka o této vsi je již z roku 1048.

## Obecní správa

### Části obce
- Kožlí (k. ú. Kožlí u Myštic)
- Laciná (k. ú. Vahlovice)
- Myštice (k. ú. Myštice)
- Střížovice (k. ú. Myštice)
- Svobodka (k. ú. Kožlí u Myštic)
- Vahlovice (k. ú. Vahlovice)
- Výšice (k. ú. Výšice)

Součástí obce jsou také základní sídelní jednotky Dvoretice, Nevželice a Ostrov. K obci patří také Drtina, Kostřata, Na Kozmovci a Nový Mlýn.
Sousedními obcemi sídla jsou Minice, Boudy, Rakovice, Mišovice, Mirotice, Lom, Buzice, Blatná, Chobot a Uzenice.

## Pamětihodnosti
- Rýžoviště zlata na pravém břehu Lomnice
- Zájezdní Hostinec U Labutě
- Malované sluneční hodiny (na domě čp. 42 v Myšticích)
- Pomník Panny Marie Lurdské
- Pomník obětem první světové války
- Kříž na silnici II/175 směrem do Mirovic
- Lom na Prašivce

## Doprava

### Dopravní síť
Obcí vede silnice II/175 Blatná – Mirovice. Do obce dále vedou silnice III. třídy. Železniční trať ani stanice či zastávka na území obce nejsou.

### Autobusová doprava 2024
Autobusovou dopravu v obci Myštice zajišťují společnosti Arriva Střední Čechy, ČSAD AUTOBUSY České Budějovice a DATA AUTOTRANS. Obec je součástí Pražské integrované dopravy (PID). V obci se nachází zastávka Myštice. Pod obec spadají také zástávky Myštice,Kožlí, Myštice,Kožlí,Drtina, Myštice,Nevželice, Myštice,Svobodka a Myštice,Vahlovice. V Laciné, Střížovicích, Výšicích, Dvoreticích a Ostrově se autobusové zastávky nenacházejí. Obec obsluhují čtyři autobusové linky: 482, 340303, 360832 a 380766. Autobusová linka 482 spojuje obec s Březnicí a Příbramí a směrem na druhou stranu pokračuje přes Blatnou až do Strakonic. Linka 340303 spojuje Jindřichův Hradec se Stráží nad Nežárkou, Třeboní, Lišovem, Českými Budějovicemi, Vodňanami, Protivínem, Sedlicí, Blatnou, Kasejovicemi a Nepomukem, přičemž obsluhuje i další obce na své trase. Linka 360832 zajišťuje spojení mezi Mirovicemi a Blatnou, přičemž obsluhuje obce Minice, Mišovice a Myštice a další vesnice. Linka 380766 spojuje Blatnou s Paštikami a obcemi Chobot, Myštice, Uzenice a Uzeničky.

## Galerie

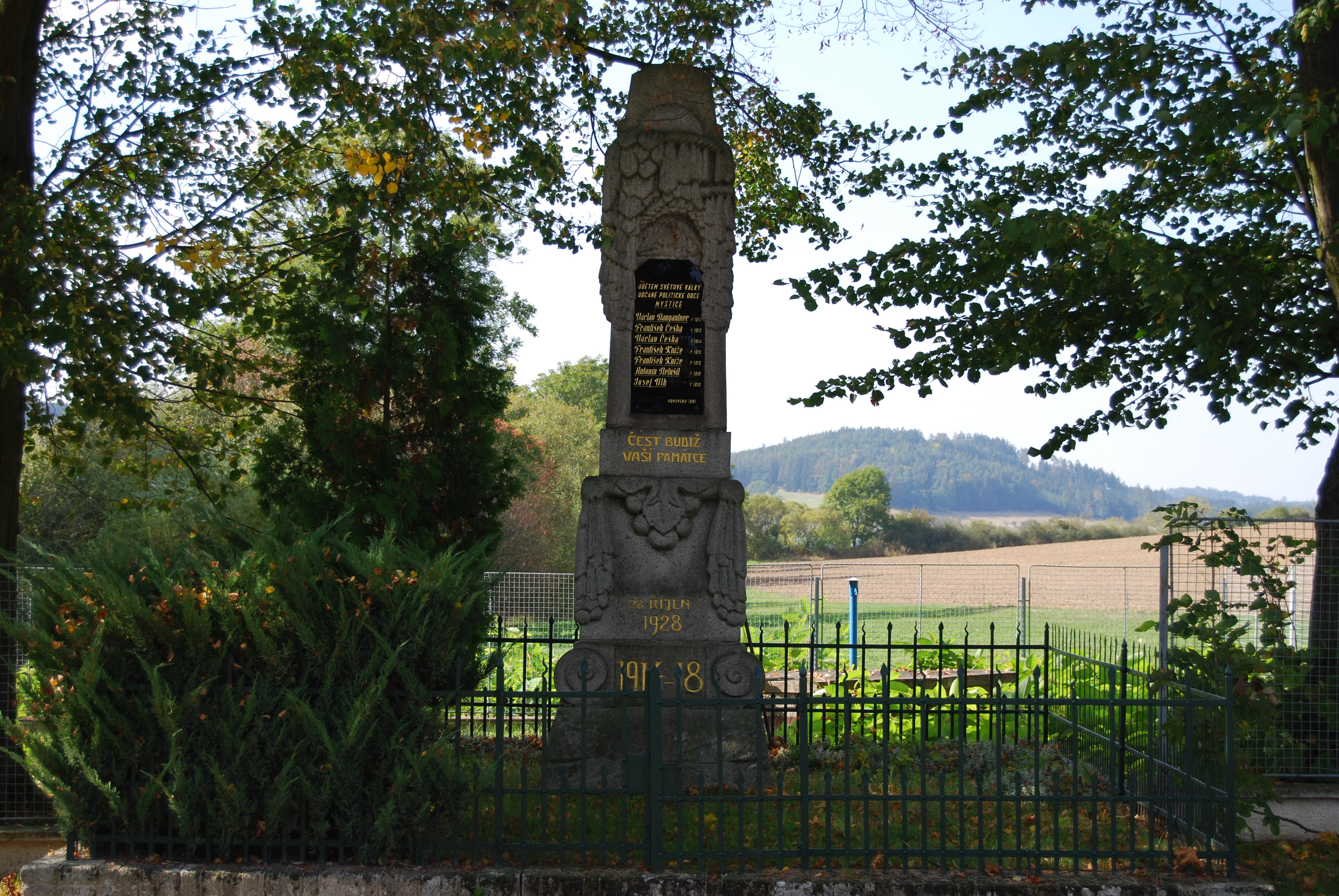
Pomník obětem první světové války
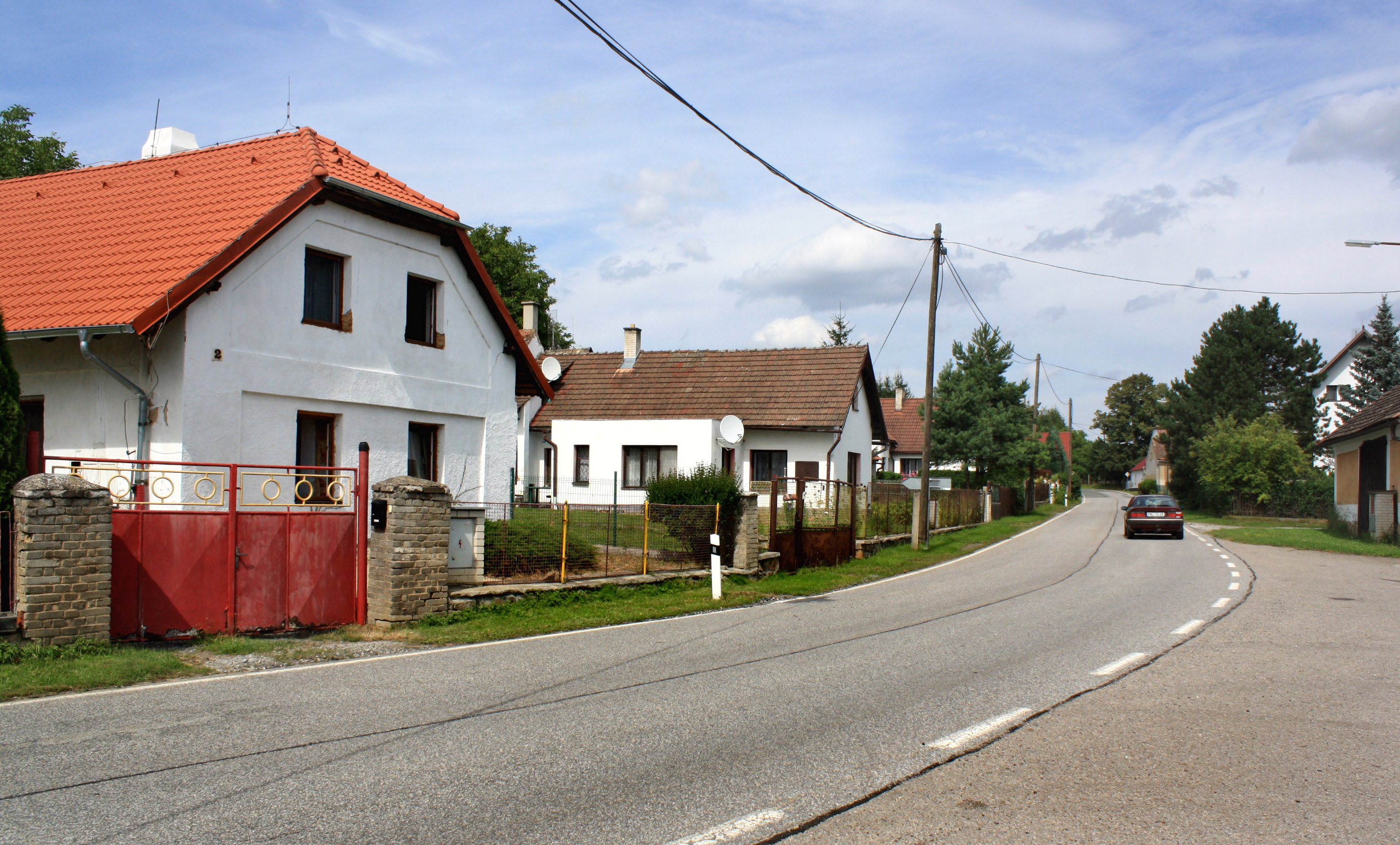
Hlavní silnice ve Svobodce
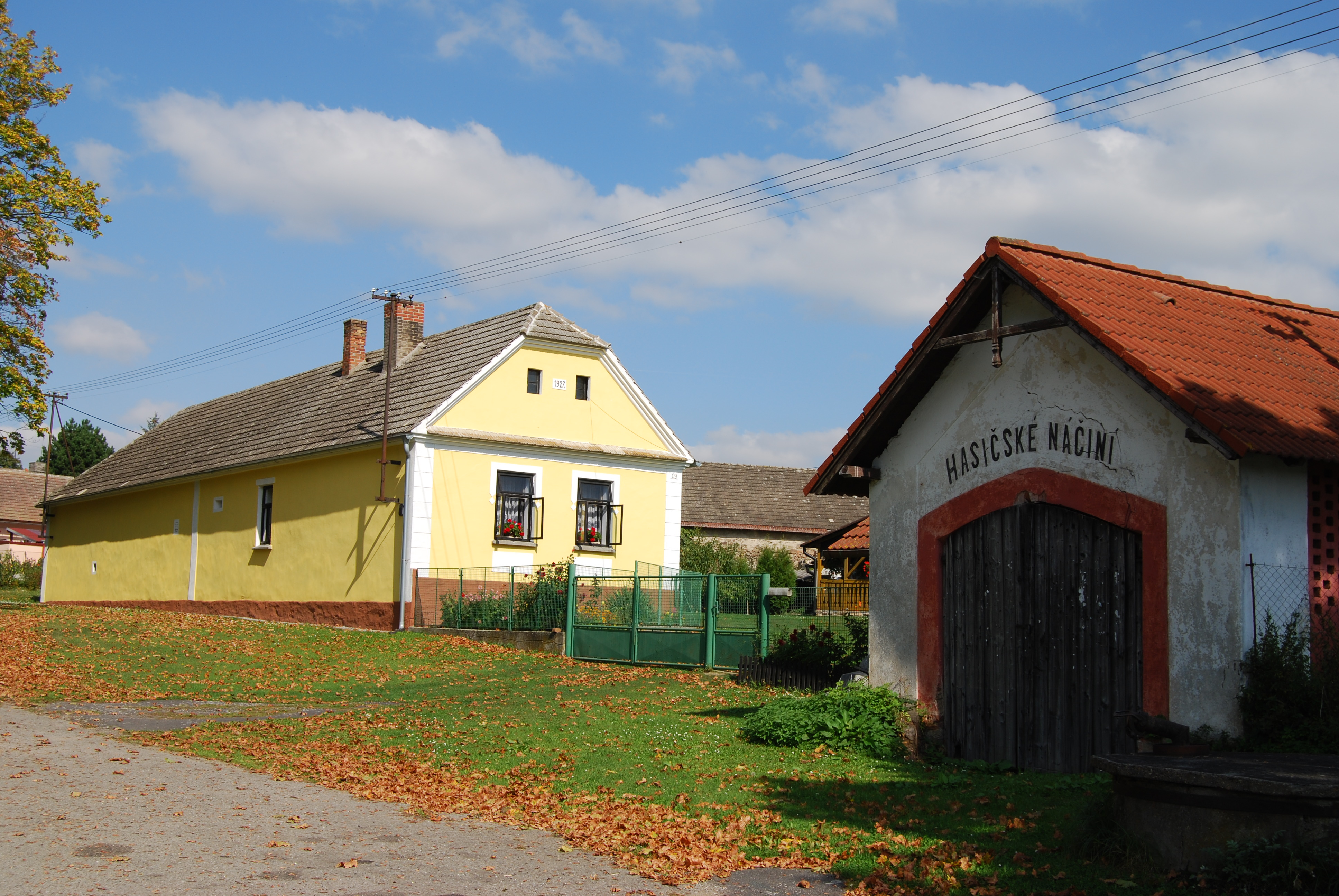
Stará požární zbrojnice na návsi v obci
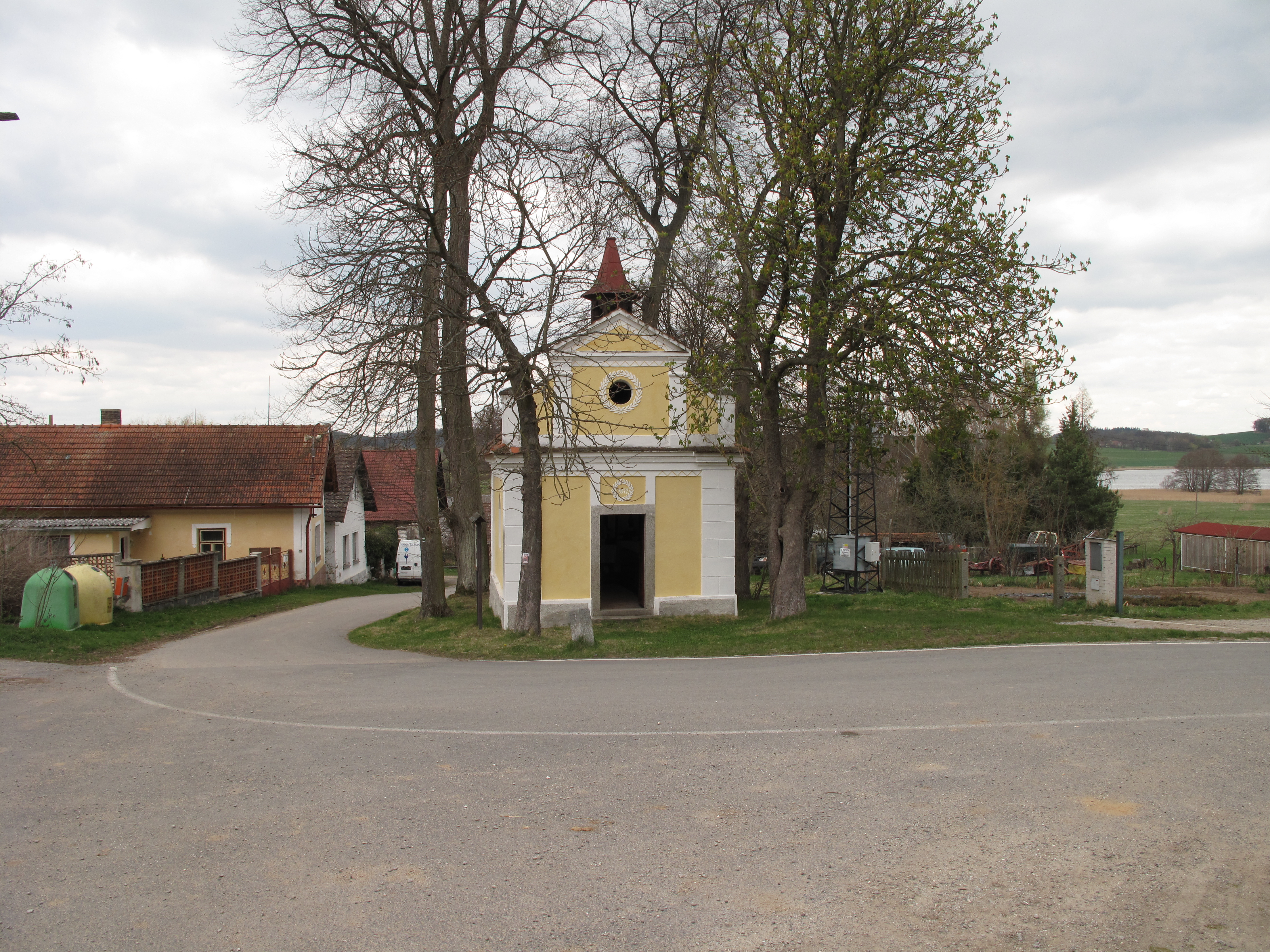
Náves ve Střížovicích